# Nazywam się miliard

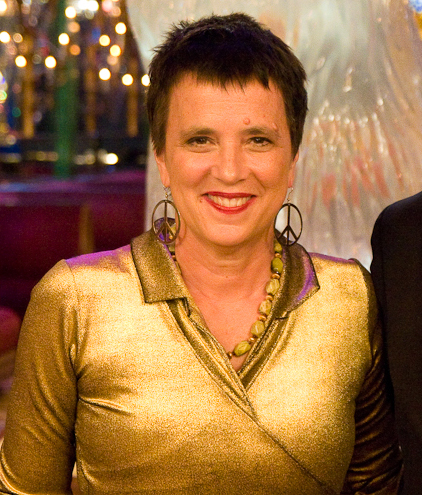
Inicjatorka Eve Ensler w marcu 2011

Nazywam się Miliard (ang. One Billion Rising) – ogólnoświatowa kampania społeczna przeciw przemocy wobec kobiet, zapoczątkowana w 2011 przez Eve Ensler. Elementem wspólnym jest taniec, ponieważ tańcząc kobiety mają „rządzić” swoim ciałem.

## Początki kampanii
Po fali gwałtów w USA w 2011 roku Eve Ensler autorka słynnych Monologów waginy (eng. The Vagina Monologues) napisała: Żyjemy na planecie, na której w ciągu swojego życia około miliarda kobiet padnie lub padło ofiarą gwałtu. MILIARD KOBIET!, oraz zapowiedziała akcję „Powstanie Ofiar Gwałtu – ONE BILLION RISING”. 2013 roku w Walentynki akcję zorganizowano w 200 państwach.

## Historia kampanii w Polsce
Polska akcja nosi nazwę „Nazywam się Miliard” by w ten sposób okazać solidarność i wsparcie dla wszystkich kobiet na świecie, które doświadczają przemocy. Dotychczas w akcji wzięło udział ponad 30 miast w Polsce.